# Боровая Криуша (река)
Боровая Криуша (Баланада, Кривая Баланда) — река в России, протекает по Саратовской области. Правый приток реки Баланда.

## География
Река Боровая Криуша берёт начало у села Баландинка Аркадакского района. Течёт на юго-восток по открытой местности. Впадает в Баланду ниже села Сергиевка Калининского района. В 100 метрах от устья принимает воды левого притока, реки Средняя Баланда. Длина реки составляет 30 км.

## Данные водного реестра
По данным государственного водного реестра России относится к Донскому бассейновому округу, водохозяйственный участок реки — Медведица от истока до впадения реки Терса, речной подбассейн реки — Дон между впадением Хопра и Северского Донца. Речной бассейн реки — Дон (российская часть бассейна).